# رد سي مول
ردسي مول هو مركز تسوق يقع في الضاحية الشمالية من مدينة جدة بالمملكة العربية السعودية. المركز تحديدا يقع غرب طريق الملك عبدالعزيز جنوب ميدان الكرة الأرضية.

## التصميم والملحقات
مساحة المركز حوالي 242.200 متر مربع، ويحتوي على فندق ومبنى مكتبي متعدد الطوابق. المركز يتضمن 18 مدخلا وساحة لمواقف السيارات.

التسهيلات الأساسية عبارة عن مركز تجاري، مدينة ألعاب، وعديد من المحال التجارية العالمية والمحلية.
يتميز المركز عن غيره من مراكز المملكة العربية السعودية بوجود أكبر نافورة داخلية وأكبر سقف زجاجي.